# 五岳寨国家森林公园
五岳寨国家森林公园位于中国河北省灵寿县西北部的南营乡境内，西邻河北省平山县，北接山西省五台县，总面积约120平方公里。